# Оффенбах-Гундгайм
Оффенбах-Гундгайм (нім. Offenbach-Hundheim) — громада в Німеччині, розташована в землі Рейнланд-Пфальц. Входить до складу району Кузель. Складова частина об'єднання громад Лаутереккен-Вольфштайн.
Площа — 7,91 км2. Населення становить 1055 ос. (станом на 31 грудня 2020).

## Галерея

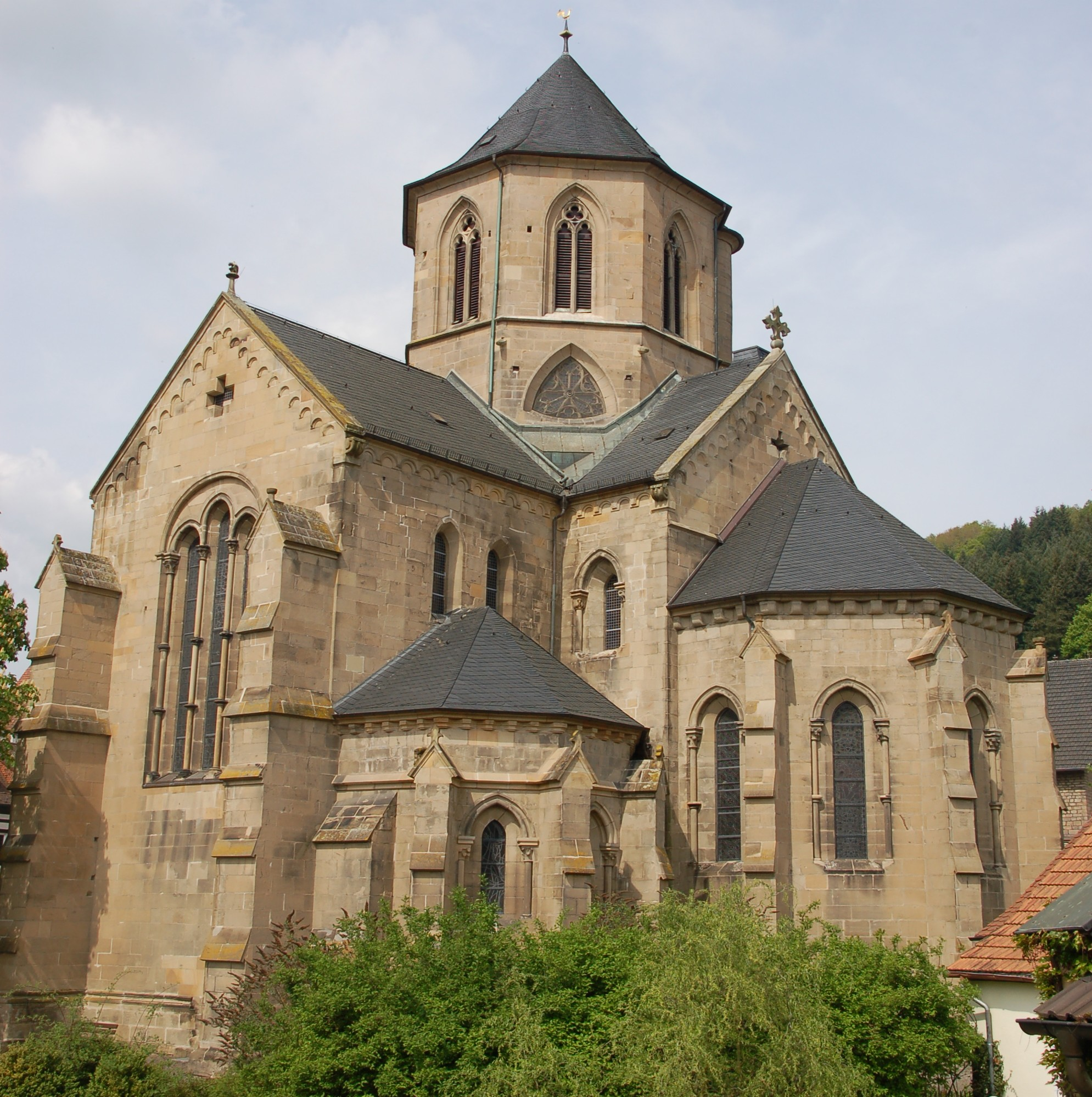